# Willhendersonite
La willhendersonite è un minerale.